# Primer (película)
Primer es una película de 2004 sobre un descubrimiento accidental del viaje a través del tiempo. El filme fue escrito, dirigido y producido por Shane Carruth, un matemático y exingeniero, y fue realizado con un presupuesto de $7000.
Primer es conocida por su bajo presupuesto, su estructura experimental y su complejo diálogo. El crítico Mike D'Angelo escribió que "cualquiera que diga que entendió completamente Primer después de verla una sola vez es un savant o un mentiroso". El filme ganó el Premio del Jurado en el Festival de Cine de Sundance de 2004.

## Resumen del argumento
El filme está ambientado en la ciudad ficticia de Copper, un suburbio de Dallas (Texas), a principios del siglo XXI. Cuatro ingenieros, Aaron, Abe, Robert y Phillip, trabajan para una corporación durante el día y tienen un negocio llamado Emiba Devices en el cual trabajan durante la noche en el garaje de Aaron construyendo y vendiendo tarjetas JTAG. Con las ganancias de su trabajo, el grupo financia proyectos con los que esperan obtener la atención de algunos inversores.
Después de una discusión sobre qué proyecto deberían realizar, Aaron y Abe comienzan a trabajar independientemente en una máquina que reduce el peso de cualquier objeto. El dispositivo funciona a la perfección, pero tiene un efecto secundario inesperado: Abe descubre que crearon accidentalmente una máquina del tiempo. Abe se lo dice a Aaron y, después de varios experimentos, deciden excluir a Robert y a Phillip diciéndoles que el garaje está siendo fumigado.
Abe construye un prototipo lo suficientemente grande para albergar una persona, lo usa para viajar al día anterior y le revela los detalles a Aaron. Ambos construyen una máquina adicional. Las máquinas (a las cuales se refieren como "cajas") pueden transportar al usuario de vuelta al momento en el que fueron encendidas y a una velocidad temporal "normal". La "caja" tiene que estar activa en el momento al que el usuario quiere viajar de vuelta. Cuando el usuario desea regresar, debe apagar la máquina y, antes de que se detenga completamente, entrar en la "caja". El usuario permanece en la "caja" la cantidad de tiempo que ha pasado desde que fue activada y después sale en el momento en que fue encendida. Por ejemplo, si la máquina es encendida al mediodía y el usuario aguarda hasta las 6 p. m., entonces debe apagarla, entrar en la máquina y permanecer allí durante 6 horas. Cuando sale, vuelve a ser el mediodía. Si el usuario permanece en la máquina, continuaría viajando entre el mediodía y las 6 p. m. continuamente. Los objetos que hacen esto muestran signos de envejecimiento severo.
Abe y Aaron usan la máquina para aprovecharse del mercado de acciones, pero con el tiempo se vuelven más atrevidos y empiezan a experimentar con sus propias vidas. Sin embargo, sus experimentos acaban cuando descubren que Thomas Granger (Chip Carruth), el patrocinador inicial del grupo, al parecer había usado una de las cajas para viajar en el tiempo por razones desconocidas. Granger sufre un colapso y entra en coma. Aaron comenta que esto solo sucede cuando Abe está cerca. Abe, consternado por la situación, decide que los viajes en el tiempo son muy peligrosos y viaja al pasado para tratar de detener la construcción de la máquina usando otra máquina que construyó secretamente antes de revelarle a Aaron la verdad sobre la máquina.
Sin embargo, sin que Abe lo sepa, Aaron ya ha usado esta máquina para intervenir en una fiesta en la que uno de los invitados entra con una escopeta con la intención de matar a Rachel Granger. Aaron trata de evitar esto para que el invitado sea arrestado y para que él pueda convertirse en un héroe. Aaron reemplazó la máquina construida secretamente con un duplicado que llevó consigo.
Abe usa la máquina duplicada para viajar al pasado y, después de reunirse con Aaron, se desmaya. Se revela que Aaron ha estado usando una grabadora para recitar la conversación que tuvieron al principio del filme. Después de darse cuenta de que Abe ha usado el duplicado, Aaron le explica que ya ha usado la máquina secreta dos veces. Su primer intento fracasó, por lo que cuando viajó de nuevo usó una grabación de las conversaciones de su primer intento para prevenir cambios excesivos. Después de que Aaron se encontró y peleó con la versión de sí mismo que viajó la primera vez, Aaron y Abe deciden permitir al Aaron que viajó dos veces continuar con sus intentos.
Ambos comienzan a experimentar los efectos secundarios del viaje en el tiempo, sangrando por la orejas y teniendo dificultad a la hora de escribir. Ambos tratan de cambiar los eventos de la fiesta juntos y tienen éxito. Sin embargo, debido a los engaños, su amistad termina destruida y ambos se separan. Un Aaron abandona el país, mientras que otro (el narrador) usa la máquina para viajar de nuevo. Abe permanece en la ciudad para impedir que los Abe y Aaron originales puedan usar las máquinas. Se sugiere que él planea dañar las máquinas para que sus dobles crean que el experimento fue un fracaso y busquen otro proyecto.
Al final de la película, se revela que el narrador de la película es el Aaron que viajó en la máquina de emergencia la primera vez y que su narración es una conversación telefónica con alguien. Aunque nunca se dice quien es este "alguien", se deduce que es el Aaron que no sabe nada sobre el viaje en el tiempo, quien permaneció drogado y atado en un ático. La última escena del filme muestra a uno de los Aaron ordenando a un grupo de trabajadores francófonos que coloquen placas de metal en las paredes de una bodega, indicando que planea construir una máquina del tamaño de un edificio.

## Reparto
- Shane Carruth como Aaron.
- David Sullivan como Abe.
- Casey Gooden como Robert.
- Anand Upadhyaya como Phillip.
- Carrie Crawford como Kara.
- Chip Carruth como Thomas Granger.
- Samantha Thomson como Rachel Granger.

## Temas
El objetivo de Carruth era demostrar que los descubrimientos científicos suceden de manera normal y realista. Él declaró que muchos descubrimientos ocurren por accidente y en lugares menos glamorosos que el garaje de Aaron. Carruth también dijo que el pretendía que el tema central de la película fuera la destrucción de la relación de Abe y Aaron y su incapacidad para poder aceptar moralmente el nuevo poder que descubrieron.

## Producción
Primer fue filmada durante cinco semanas en las afueras de Dallas (Texas). El presupuesto de la película fue de solamente US$7000, cantidad que se quiso usar debido a que fue también el presupuesto de El mariachi, y el equipo de producción consistió de 5 personas. Shane Carruth no solamente escribió y dirigió la película, sino que también la produjo, protagonizó, editó, realizó el montaje y compuso la música. También protagonizó el filme como Aaron y muchos de los personajes fueron interpretados por sus familiares y amigos. El bajo presupuesto obligó a Carruth a usar película de 16 mm. Asimismo, para evitar desperdiciar tomas, cada escena fue cuidadosamente planeada en un guion gráfico de 35 pulgadas. Para darle una apariencia distintiva al filme, Carruth usó iluminación fluorescente, temperaturas de color no neutrales, película de alta velocidad y filtros.
Después de la filmación, Carruth pasó dos años postproduciendo Primer. En varias ocasiones, Carruth ha expresado que la experiencia fue tan dura que casi abandonó el proyecto.

## Recepción de la crítica
La película recibió críticas generalmente positivas. El sitio web especializado Rotten Tomatoes reportó que 72 % de los críticos le dieron reseñas positivas al filme, basado en 113 críticas para un puntaje promedio de 6,5/10. Por su parte, el sitio web Metacritic reportó un puntaje de 68 de 100 basado en 25 críticas.
Muchos críticos alabaron la originalidad del filme. Dennis Lim, de The Village Voice, escribió que Primer era "lo más fresco en el género [de ciencia ficción] desde 2001: Una odisea del espacio", mientras que A. O. Scott, de The New York Times, dijo que Carruth tenía "la destreza, la astucia y la seriedad para convertir un ardid filosófico poco sólido en un rompecabezas moral denso e inquietante".
Los críticos también alabaron la habilidad de Carruth para realizar una buena producción con un presupuesto tan bajo. Roger Ebert declaró que "la película nunca parece barata porque cada toma luce como debería lucir". Ty Burr, de The Boston Globe, comentó que "algunos aspectos de Primer son tan de pacotilla que provocan reír", pero añadió que "el sentimiento casero es parte del punto [de la película]".
El complejo e inusual argumento y diálogos del filme provocaron controversia. Scott Tobias, de The A.V. Club, escribió que "las bromas están cargadas de una jerga técnica y hay muy poca explicación; si no fuera por la narración en off, el filme sería casi incomprensible". En cambio, Carina Chocano, de Los Angeles Times, escribió que "las personas que aman las narrativas lineales están condenadas a ser defraudadas por una narrativa que empieza prometedoramente, pero después termina decepcionando". A algunos críticos no les gustó la complejidad del filme; Kirk Honeycutt, de The Hollywood Reporter, se quejó de que Primer "casi se pierde en una miasma de lenguaje técnico y conjeturas científicas".